# 平戸警察署
平戸警察署（ひらどけいさつしょ）は、長崎県警察が設置している警察署の一つである。

## 所在地
- 長崎県平戸市岩の上町1462番地

## 管轄区域
- 平戸市の全域。市町村合併に伴い旧北松浦郡田平町の区域を江迎警察署から移管された。

## 沿革
- 1874年（明治7年）：長崎県警察第五出張所を設置。当初の管轄区域は旧平戸藩全域であった。
- 1878年（明治11年）：平戸警察署と改称。
- 1883年（明治16年）7月26日：武生水分署が独立して武生水警察署となり、壱岐地区が管轄から外れる。
- 1948年（昭和23年）2月1日：国家地方警察長崎県本部平戸地区警察署を設置。同時に自治体警察として平戸町警察署設置。
- 1954年（昭和29年）7月1日：国警平戸地区警察署と平戸町警察署を廃止、長崎県警平戸警察署を設置。
- 1980年（昭和55年）8月21日：現在地に新築移転。
- 2006年（平成18年）4月1日：市町村合併に伴い管轄区域を変更、同時に駐在所の統廃合を行う。

## 内部組織[1]
- 警務課
  - 警務係
  - 留置係
  - 看守第一係
  - 看守第二係
  - 看守第三係
- 会計課
  - 会計係
- 刑事生活安全課
  - 捜査係
  - 鑑識係
  - 生活安全係
- 地域課
  - 企画指導係
  - 船舶係
  - 地域第一係
  - 地域第二係
  - 地域第三係
- 交通課
  - 交通係
- 警備課
  - 警備係

## 交番
なし。

## 駐在所
カッコ内は所在地（すべて平戸市）。
- 平戸口警察官駐在所（田平町山内免464番地8）
- 馬ノ元警察官駐在所（田平町深月免508番地1）
- 下亀警察官駐在所（田平町下亀免571番地5）
- 鏡川警察官駐在所（大久保町2023番地）
- 中野警察官駐在所（山中町706番地）
- 獅子町警察官駐在所（獅子町730番地）
- 紐差町警察官駐在所（紐差町1021番地39）
- 津吉警察官駐在所（辻町184番地32）
- 志々伎町警察官駐在所（志々伎町1460番地55）
- 大島警察官駐在所（大島村前平1450番地）
- 生月警察官駐在所（生月町壱部浦5255番地1）
- 舘浦警察官駐在所（生月町舘浦200番地7）

## 警備艇
- ひらど （21.00t）

## 運転免許の即日交付
- 長崎県内で運転免許の即日交付が可能な警察署の中の1つである[2]。